# Spilosoma striatopunctata
Spilosoma striatopunctata là một loài bướm đêm thuộc phân họ Arctiinae, họ Erebidae.